# Sárazsadány, Borsod-Abaúj-Zemplén
Sárazsadány este un sat în districtul Sárospatak, județul Borsod-Abaúj-Zemplén, Ungaria, având o populație de 257 de locuitori (2011). 

## Demografie
Componența etnică a satului Sárazsadány
     Maghiari (100%)
Componența confesională a satului Sárazsadány
     Romano-catolici (40,08%)
     Greco-catolici (23,74%)
     Reformați (18,68%)
     Fără religie (6,23%)
     Necunoscută (11,28%)
Conform recensământului din 2011, satul Sárazsadány avea 257 de locuitori. Din punct de vedere etnic, majoritatea locuitorilor (100,0%) erau maghiari. Nu există o religie majoritară, locuitorii fiind romano-catolici (40,08%), greco-catolici (23,74%), reformați (18,68%) și persoane fără religie (6,23%). Pentru 11,28% din locuitori nu este cunoscută apartenența confesională.